# لی آیرس
لی آیرس (انگلیسی: Lee Ayres؛ زادهٔ ۲۸ اوت ۱۹۸۲) بازیکن فوتبال اهل بریتانیا است.
از باشگاه‌هایی که در آن بازی کرده‌است می‌توان به باشگاه فوتبال برتون آلبیون، باشگاه فوتبال ردیچ یونایتد، باشگاه فوتبال کیدرمینستر هاریرس، باشگاه فوتبال ووستر سیتی، باشگاه فوتبال تاموورث، باشگاه فوتبال فارست گرین راورز، باشگاه فوتبال والسال، و باشگاه فوتبال سولیهال مورس اشاره کرد.